# Sadasiva Raya
Sadasiva Raya (1542 – 1570) è stato un sovrano dell'Impero Vijayanagara, un potente impero dell'India meridionale con sede nel Deccan nel secolo XVI.
Quando il precedente sovrano di Vijayanagara, Achyuta Deva Raya, morì nel 1541, succedette suo figlio, Venkatadri. Ma era un sovrano debole e sei mesi più tardi, suo cugino, Sadasiva, divenne il nuovo imperatore. Sadasiva Raya fu controllato dal suo ministro Aliya Rama Raya, il sovrano di fatto, che ripristinò l'antica potenza dell'Impero Vijayanagara decaduta dopo la morte del grande sovrano Krishna Deva Raya. La strategia di Rama Raya era volta a mettere i Sultanati del Deccan gli uni contro gli altri, ponendosi alleato dei vari sultani secondo le esigenze del momento.